# Bourgneuf (Charente Marittima)
Bourgneuf è un comune francese di 1 073 abitanti situato nel dipartimento della Charente Marittima nella regione della Nuova Aquitania.

## Società

### Evoluzione demografica
Abitanti censiti